# Азиатский бурундук
Азиа́тский бурунду́к, или сиби́рский бурунду́к (лат. Eutamias sibiricus), — млекопитающее семейства беличьих отряда грызунов. Единственный вид бурундуков, обитающий в Евразии (остальные водятся в Северной Америке). Традиционно включался в род Tamias, но из-за своей генетической обособленности был выделен в отдельный род Eutamias, в который включают также некоторые вымершие виды.

## Внешний вид
Бурундук — мелкий (меньше обычной белки), стройный зверёк с вытянутым телом. Длина тела 12—17 см, хвоста — 7—12 см; масса 80—130 г. Конечности короче, чем у белок; задние ноги длиннее передних. Подошвы частично покрыты волосами.
Окраска пёстрая: на спине на серовато-буром или рыжеватом фоне проходят 5 продольных чёрных полосок, разделённых светлыми. Брюхо беловатое. Хвост сверху сероватый, снизу ржавчиной. Волосяной покров короткий, с довольно грубой остью, окраска по сезонам не меняется. Линяет бурундук раз в год, в июле—сентябре. Уши небольшие, слабо опушённые, без концевых кисточек. Имеются довольно развитые защёчные мешки.

## Распространение
Распространён азиатский бурундук в таёжной зоне Евразии: от северо-востока Европейской части России до Дальнего Востока (включая Магаданскую область), Северной Монголии, островов Сахалин и Хоккайдо. Встречается на Южных Курилах, в горной части Восточно-Казахстанской области. В бассейне Анадыря ареал выходит в зону тундролесья. Относится к саморасселяющимся видам, успешно акклиматизируется. Вплоть до 70-80 годов XX века отсутствовал на Камчатке, впервые непосредственно на полуострове был отмечен в долинах рек Палана и Еловка в 1983 г., в северной части Камчатского края постоянно обитает в долинах рек Вывенка, Апука и Пенжина, однако и здесь редок. К 2007 году заселил Кенозерский национальный парк. В северной части Европейской территории России бурундук в целом постепенно продвигается на запад. Изолированные поселения его уже отмечены на западе Московской области в р-не оз. Глубокое и близ Поречья. По результатам молекулярно-генетических исследований и сходству экстерьера подмосковные бурундуки наиболее близки приморским. На основе этого учёные предполагают, что здесь были случайно выпущены на волю бурундуки, отловленные в Приморском крае.
На северо-востоке России ареал сибирского бурундука продолжает его подвид — якутский бурундук (Eutamias sibiricus jacutensis Ognev), который в 1980-е годы проник через Парапольский дол на полуостров Камчатка.
Особенно многочислен бурундук в кедрово-широколиственных лесах Приморского края, где в благоприятные годы на площади 1 км² может жить 200—300 бурундуков.

## Образ жизни
Бурундук обычен в темнохвойных и смешанных лесах с обильным подростом из ягодных кустарников, предпочитает опушки, осветлённые участки, ветровалы и захламления; реже встречается в широколиственных лесах. В горах поднимается до верхней границы лесов. На востоке ареала селится среди кедрового стланика по каменистым россыпям.
Хорошо лазает по деревьям, но постоянно живёт в неглубоких простых норах. В норе обычно бывает две камеры — гнездовая и кладовая, а также неглубокие отнорки, используемые как уборные. Летние гнёзда бурундук порой устраивает в трухлявых пнях, под стволами поваленных деревьев, у корней, иногда в низких дуплах и скворечниках. Активны бурундуки днём.
Основой рациона бурундука служат семена хвойных (в первую очередь сибирского и корейского кедра) и лиственных деревьев (клён, липа, рябина), травянистых растений, особенно осок и зонтичных; а весной и летом — побеги, почки и ягоды травянистых растений, грибы, лишайники, зёрна хлебных злаков (пшеница, овёс, гречиха). Он может питаться и животной пищей — насекомыми и моллюсками. С августа начинает делать запасы на зиму — орехи, жёлуди, зёрна, сушёные грибы и ягоды, — нося всё это в защёчных мешках, иногда с расстояния более 1 км. Масса запасов может достигать 5—6 кг. Подземные кладовые часто грабят другие таёжные звери — белки, соболи, даже кабаны и медведи.
С октября до конца марта бурундук впадает в спячку. Температура тела в это время снижается до 3—8 градусов, частота дыхания сокращается до двух вдохов в минуту. Однако периодически животное просыпается, чтобы покормиться.
Живут бурундуки в одиночку, каждый на своём участке. В одной норе две взрослые особи не уживаются; в неволе, будучи посажены в одну клетку, дерутся. При неурожае кедровых орехов бурундуки покидают свои участки и кочуют.
Бурундукам свойственна довольно сложная звуковая сигнализация. В случае опасности они односложно свистят или издают резкую трель, похожую на птичью; самки во время гона кричат «крюк-крюк». Перед дождём бурундук издаёт особый звук «бурунбу-рю-бурун», из-за которого, по одной из версий, и получил своё название в русском языке.

## Размножение
Период размножения у бурундуков приходится на апрель — май, после пробуждения от зимней спячки. В конце мая — июне после 30-дневной беременности рождаются слепые и голые детёныши массой по 3—4 г. Через несколько дней у них на спине появляются тёмные полоски. Глаза открываются на 31-й день. До 2 месяцев потомство остаётся с матерью. Продолжительность жизни в природе 3—4 года, в неволе 5—10 лет. В осенний период в популяции сибирских бурундуков начинает преобладать молодняк текущего года — сеголетки.

## Значение для человека

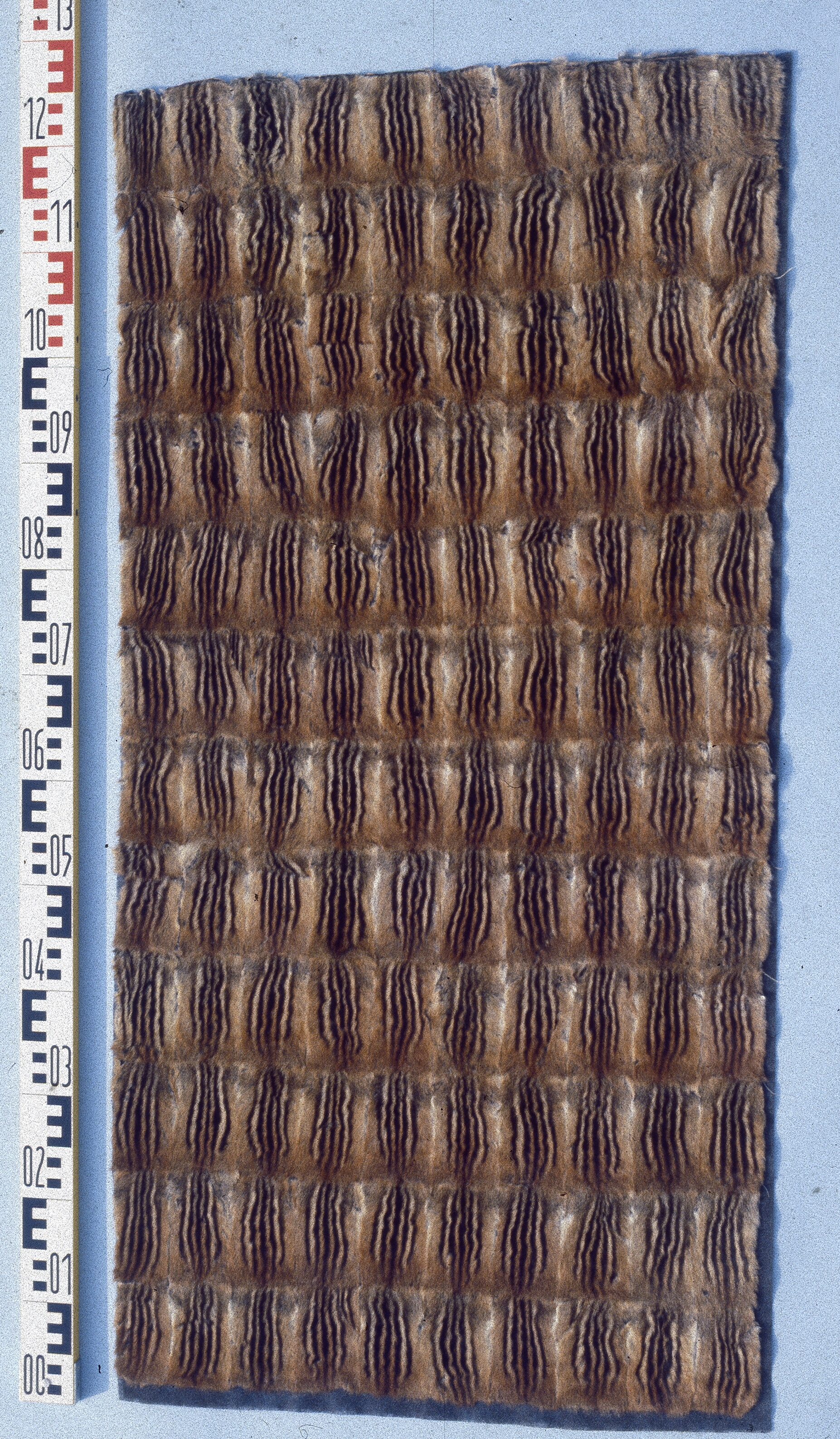
Меха 120 бурундуков

Сибирский бурундук имеет небольшое промысловое значение (используется шкурка). В восточной части ареала он местами вредит посевам зерновых, а также огородным культурам. Является естественным носителем не менее чем восьми природно-очаговых заболеваний (клещевой энцефалит, риккетсиоз, токсоплазмоз и др.).
Бурундук легко приручается, и его можно держать в качестве домашнего животного.

## Другие виды
В Северной Америке обитают 23—24 вида бурундуков, очень похожих на сибирского. Распространены они на западе континента — от рек Юкон и Маккензи до Калифорнии и до мексиканских штатов Дуранго и Сонора, а на востоке — в юго-восточных районах Канады и восточных штатах США.

## Геральдика
Редкое для геральдики животное, которое в ней по своим изобразительным характеристикам и символике практически не отличается от белки. Для них обоих характерны наличие пышного хвоста и относительно короткие передние лапы. Специфичным признаком этой фигуры являются продольные полосы на спине, часто показываемые чёрным цветом. Среди территориальных гербов Свердловской области бурундук обнаруживается у двух соседних муниципальных образований. «Золотой скачущий бурундук с вытянутым хвостом» изображён в гербе городского округа Краснотурьинск как своего рода эмблема к самоназванию коренных жителей. «Золотой, с черными глазами и полосами на спине бурундук, <…> возникающий из-за червлёной <…> оконечности» в гербе Волчанского городского округа, основным своим значением имеет указание на богатство окружающих город лесов, а также на предусмотрительность и бережливость местных жителей.

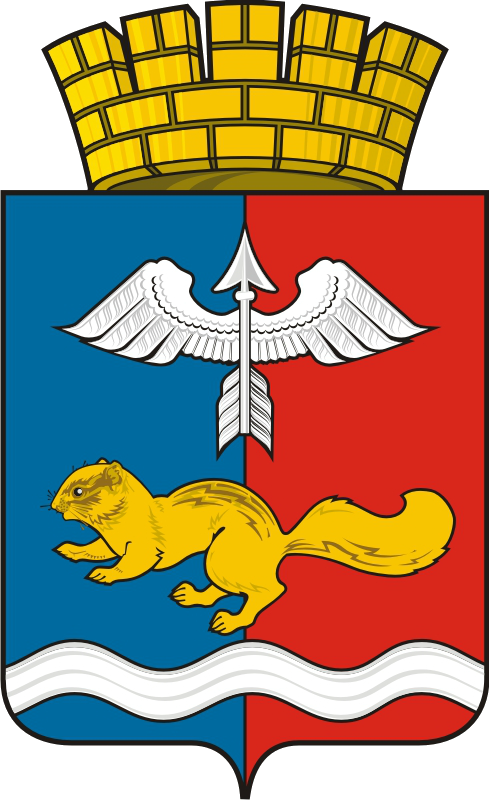
Герб города Краснотурьинска, Свердловская область
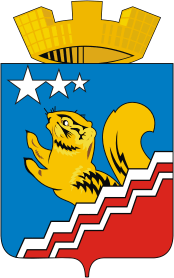
Герб города Волчанск, Свердловская область
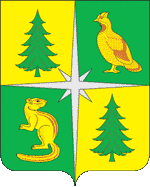
Герб Чунского района, Иркутская область

## Фото

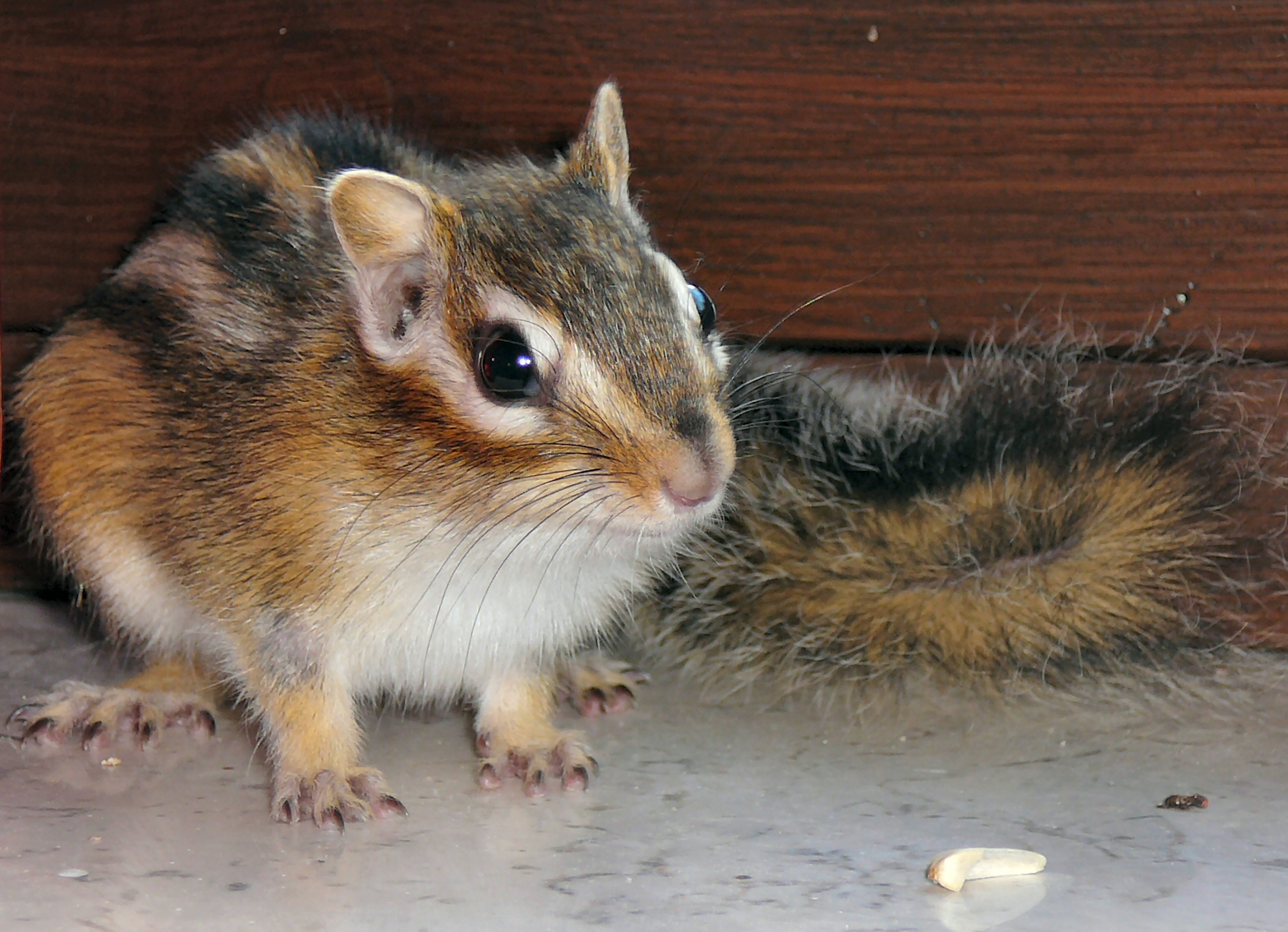
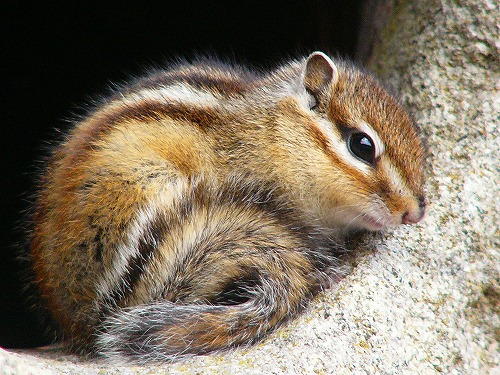
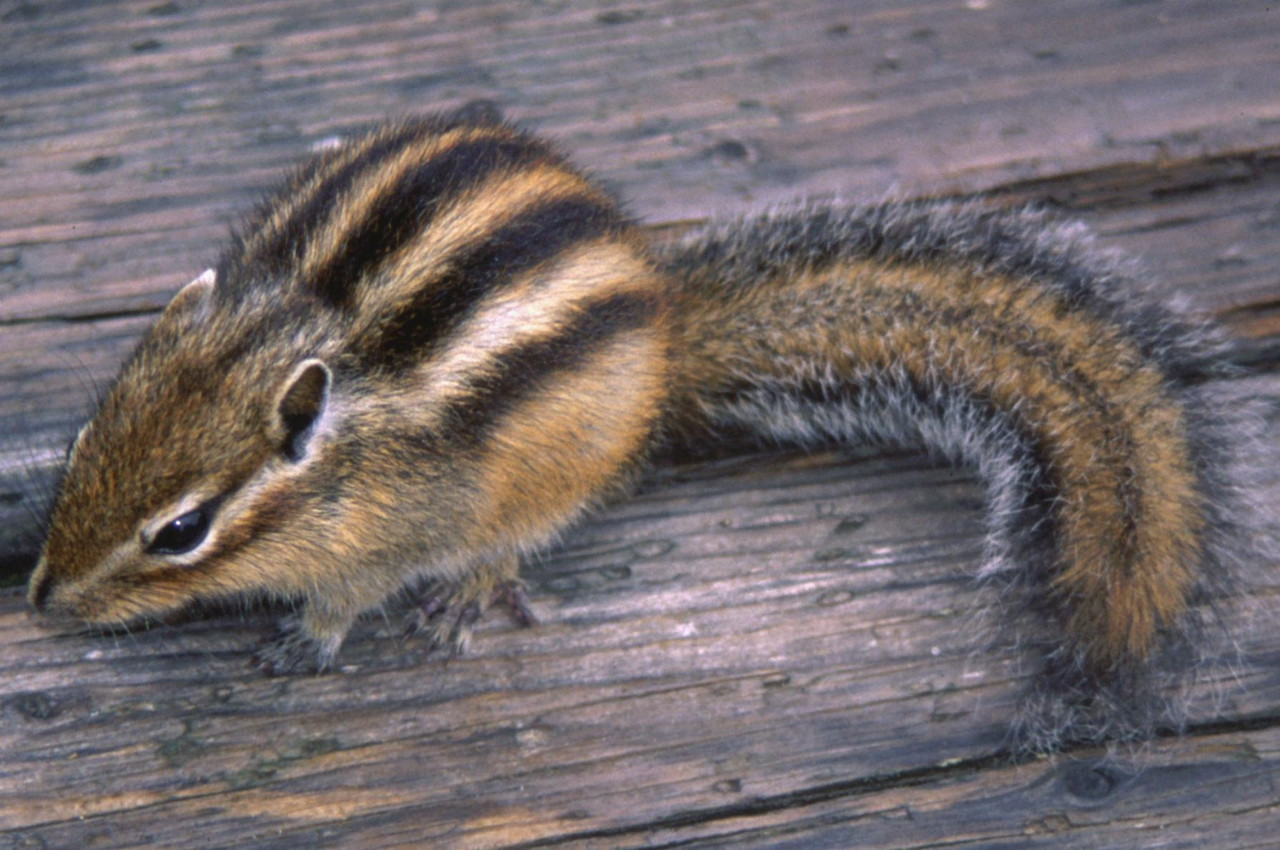
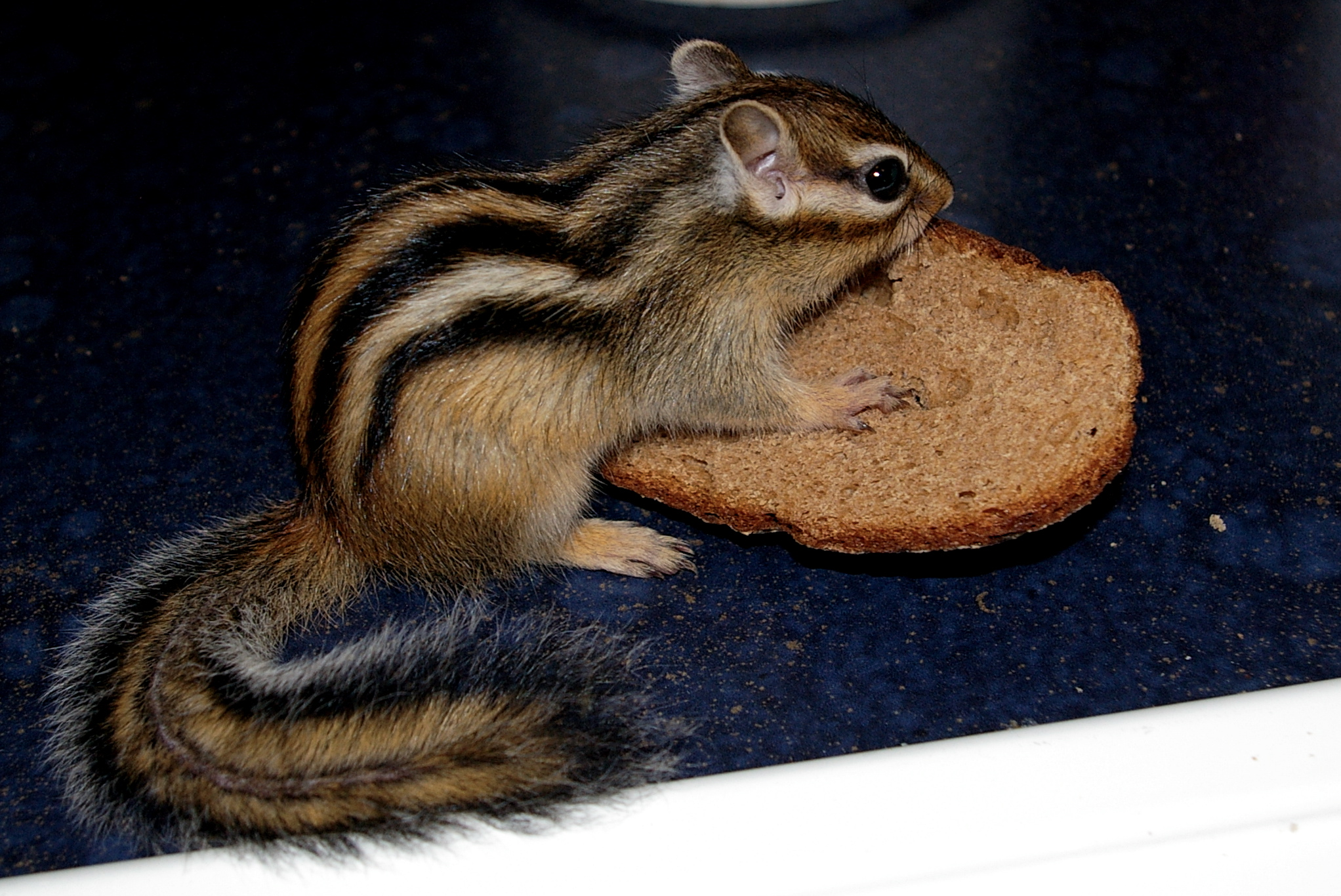